# Elusa oenolopha
Elusa oenolopha är en fjärilsart som beskrevs av Turner 1902. Elusa oenolopha ingår i släktet Elusa och familjen nattflyn. Inga underarter finns listade i Catalogue of Life.

## Bildgalleri

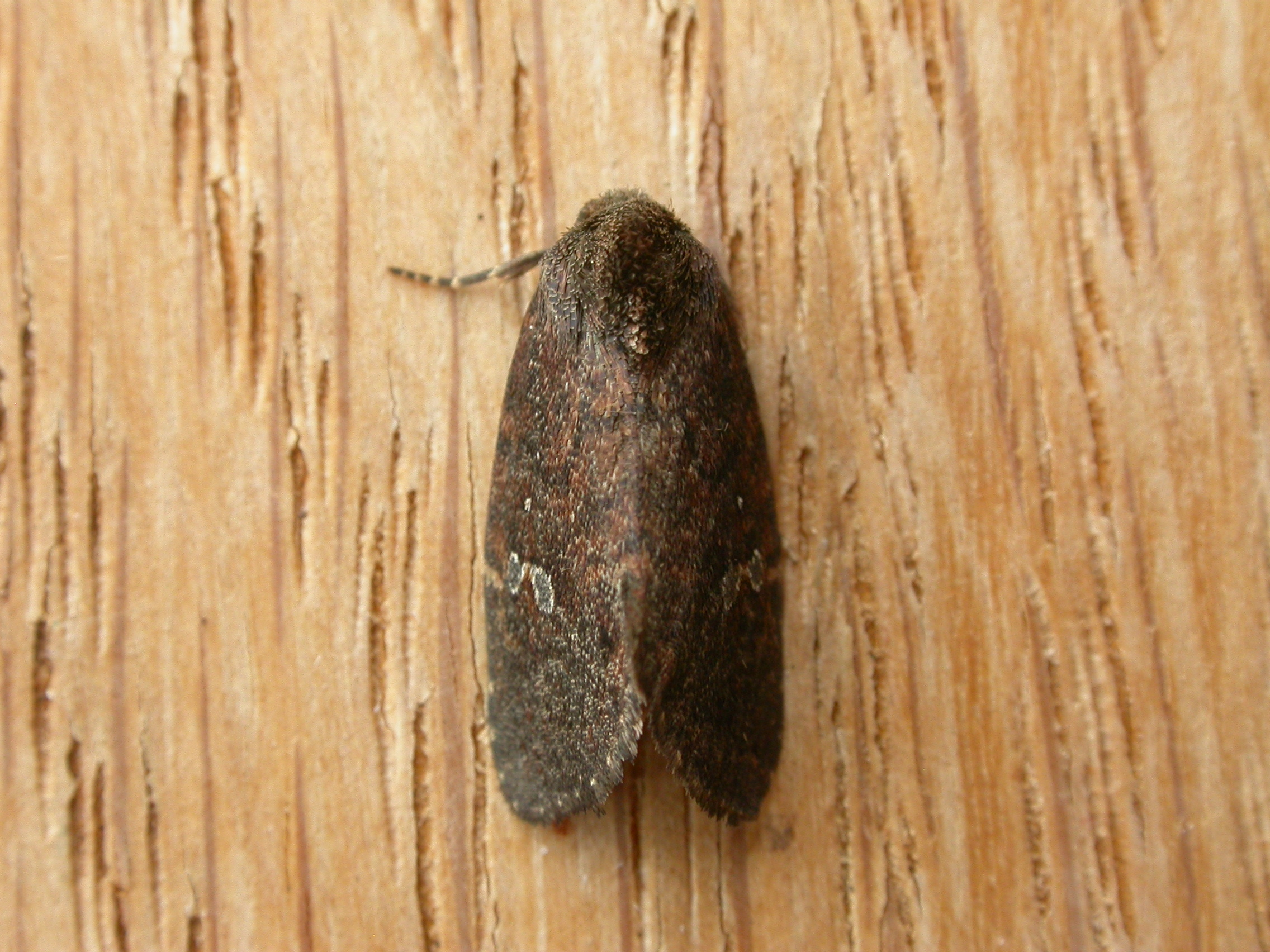